# 手子后神社 (神栖市)

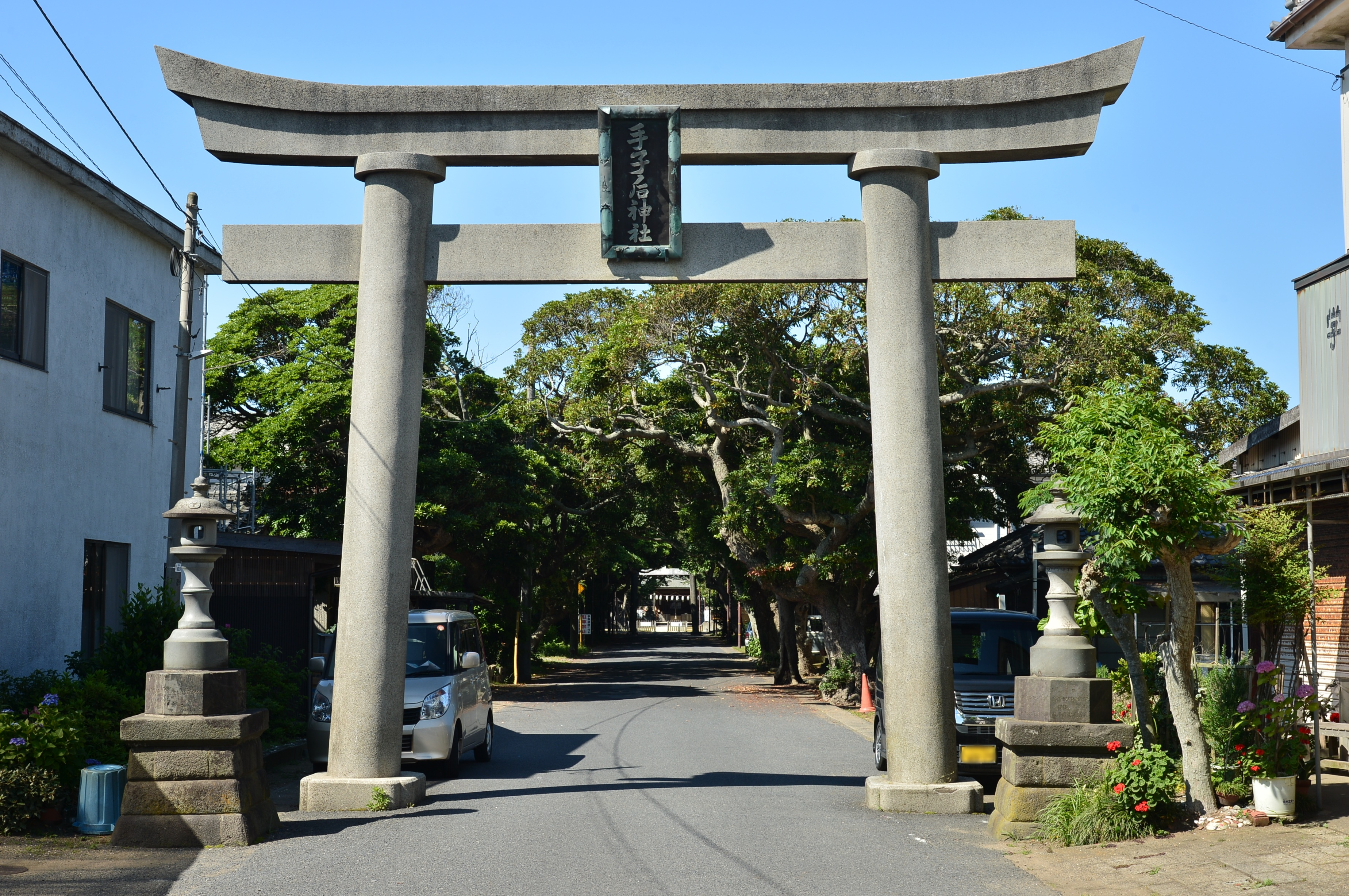
一の鳥居

手子后神社（てごさきじんじゃ）は、茨城県神栖市波崎にある神社。神遊社の古名があり、鹿島神宮末社に属した時期は天宮社と呼ばれていた。古い地誌は手子崎神社の表記を使っている。常陸原明神という俗称を記した観光地誌もある。港町の鎮守であり、漁師の崇敬が厚い。旧社格は村社。

## 祭神
手子比売命
- 漁師の崇敬が厚く、鎮守祭（旧暦2月1日）には出漁を避けることで、この時期の時化から逃れてきたという。古くは初出漁船や遠隔地に出漁する漁船は、船出前に利根川の明神下で無事を祈った[2]。
- 鹿島志に、旧記に「神遊社」ともいい、「大神の御女の神」が祭神とある。
- 鹿島神宮伝記に、「本社の巽に当り、天宮社あり、手子妃と申し、大明神の女と申す」と記述がある（大日本地名辞書）。
- 新編常陸国誌は、祭神は鹿島神宮の御女ではなく、常陸国風土記の「海上の安是の嬢子」ではないかとする考察を付している。手子は女子の愛称であり、万葉集に真間の手児奈、石井の手児、左和多里の手児等の例があり、また地名とした例に、駿河の手児の呼坂や手子の浦（田子の浦）等を挙げている。
- 大日本地名辞書は、「海上の安是の嬢子」を祀る社であり、童子女の松原の遺称地であることは疑いないとしている。また童子女が松樹になったという部分は、その墓を意味すると考察している。

### 常陸国風土記の記述
常陸国風土記の香島郡の条に、昔、童子女の松原というところに、俗にかみのをとこ、かみのをとめという年少童子女がいたという話が記されている。
童を那賀の寒田の郎子（いらつこ）、女を海上の安是（あぜ）の嬢子（をとめ）といった。容姿端麗で郷里に名声を響かせ、互いにそれを聞いて惹かれるようになった。月日を経て、嬥歌で二人が偶然出会い、歌を交わし、人目を避けるため松下に隠れて相語らった。やがて夜が明け、二人は人に見られることを恥じて、松の樹になった。郎子を奈美松、嬢子を古津松という。
波崎には、常陸国風土記の物語に因んだ「童子女の松原公園」がある。

### 境内社

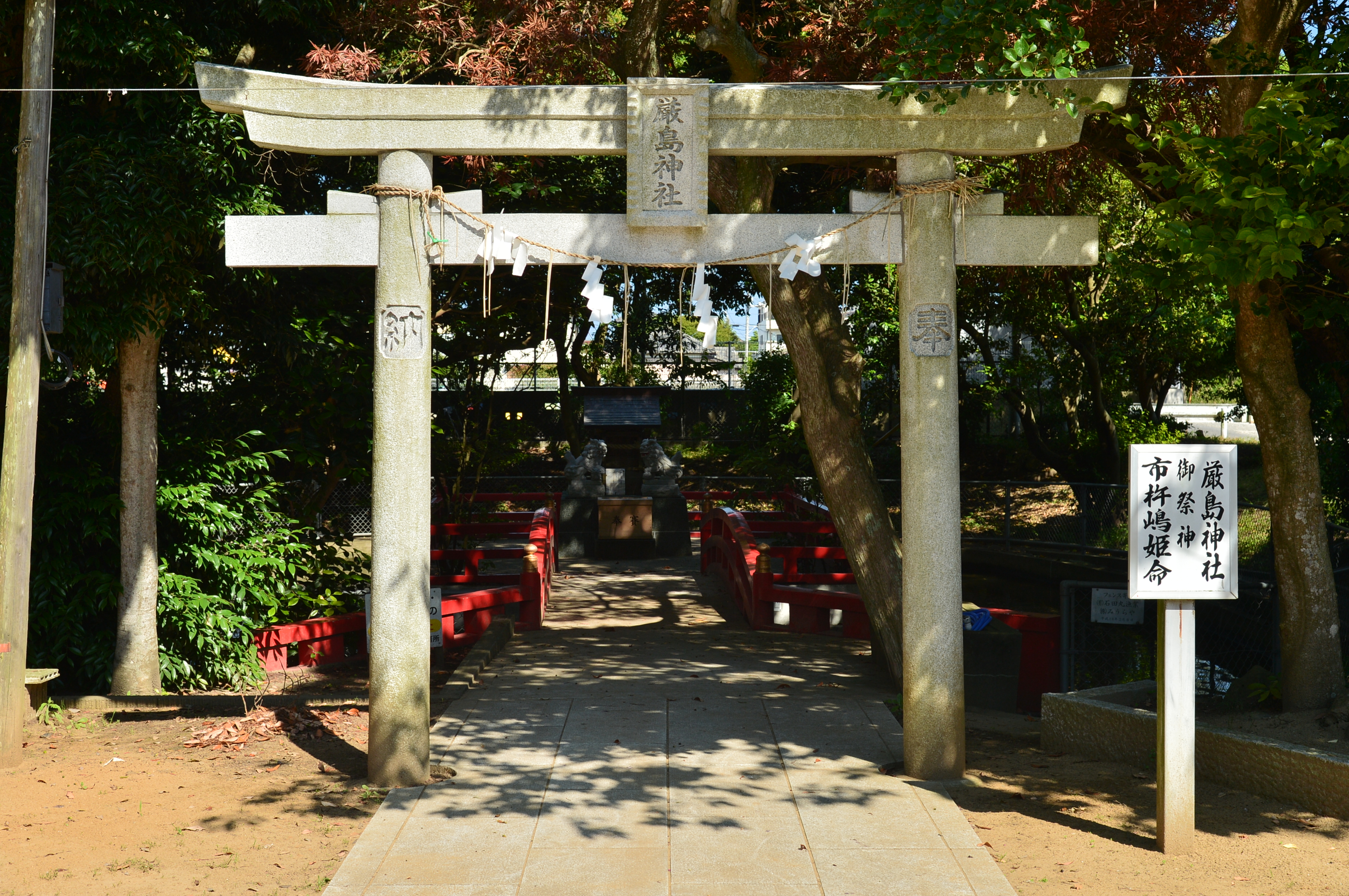
境内にある厳島神社

茨城県神社写真帳には下記の7社が記載されている。
境内案内板には厳島神社、浅間神社、稲荷神社、天満宮、金刀比羅宮の5社のみが記載されている。
- 厳島神社（市杵島姫命）
- 浅間神社（木花咲耶姫命）
- 稲荷神社（宇賀御魂命）
- 天満宮（天神様）（菅原道真）
- 金刀比羅宮（琴平宮）（大物主命）
- 高尾神社（伊弉諾命）
- 猿田神社（猿田彦命）

## 歴史
神護景雲年間（767年～770年）創建。
社伝では、古くより息栖神社・大洗磯前神社とともに「鹿島神宮の三摂社」と称されてきたとしている。元は鹿島神領に鎮座していたことから、その境外末社に属し、近世には大宮司以下が毎年鹿島神宮で祭典を行なっていた。
大日本地名辞書は、近世に鹿島神宮末社に属したことを踏まえつつも、「近世何者か、是社の縁起を偽造して、息栖神と一体とし、其由来を注すれど、信用するに足らず」としている。現在はさらに大洗磯前神社が加わっているが、この括りは疑わしいとしている。
鹿島志、新編常陸国誌、大日本地名辞書等の地誌は、「手子崎神社」の表記を使っている。
明治維新後、近代社格制度で村社に列した。

## 主な祭事

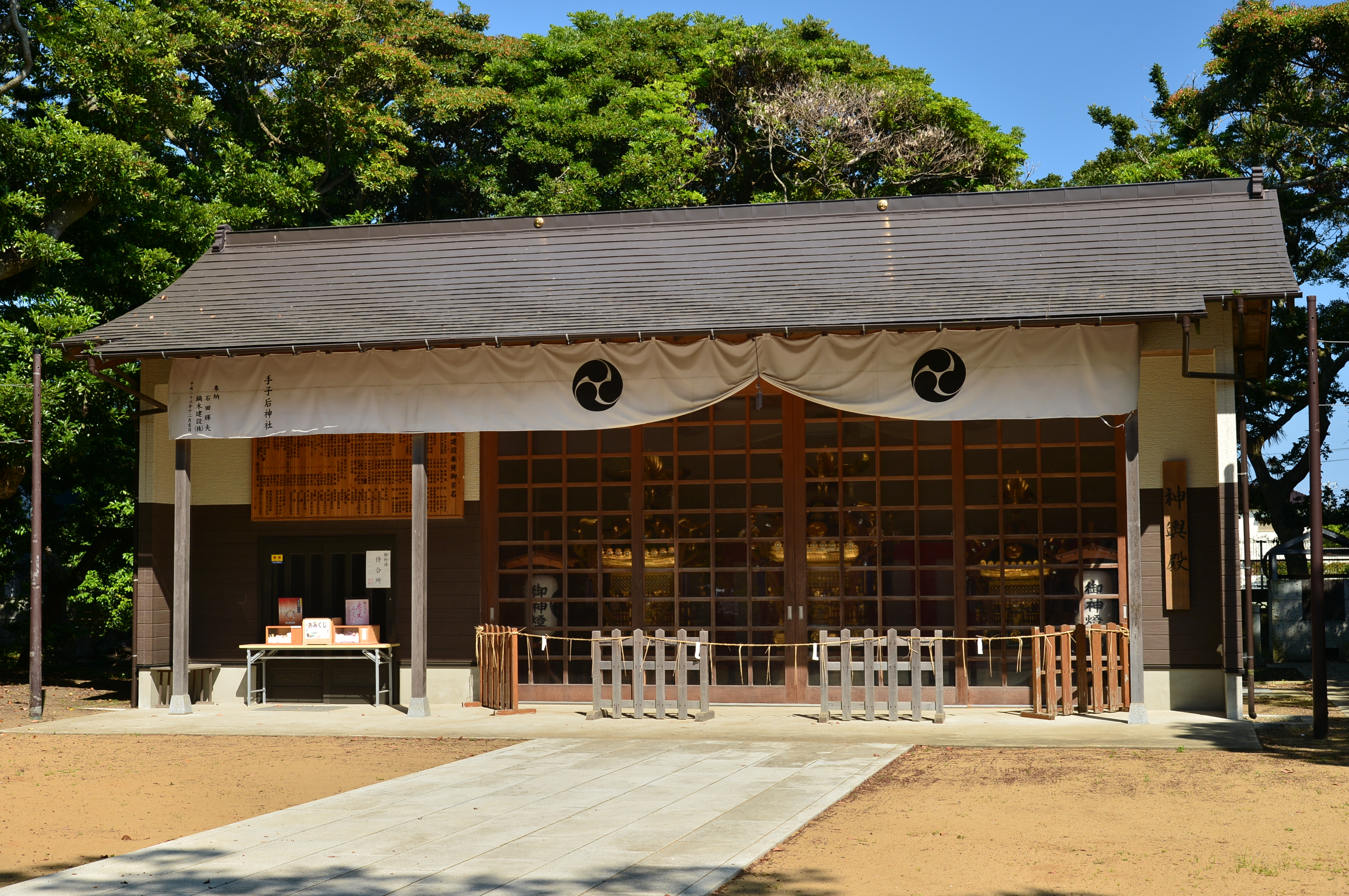
神輿殿

大潮祭
旧暦6月15日付近の土日に行われる。江戸時代中期から行われてきたとされる、大漁祈願の祭りである。鳴物は神栖市の無形民俗文化財指定。旧暦6月15日付近では対岸の銚子市の側でも、川口神社・渡海神社の大潮祭が行われ、その日は休漁となる。

## 現地情報

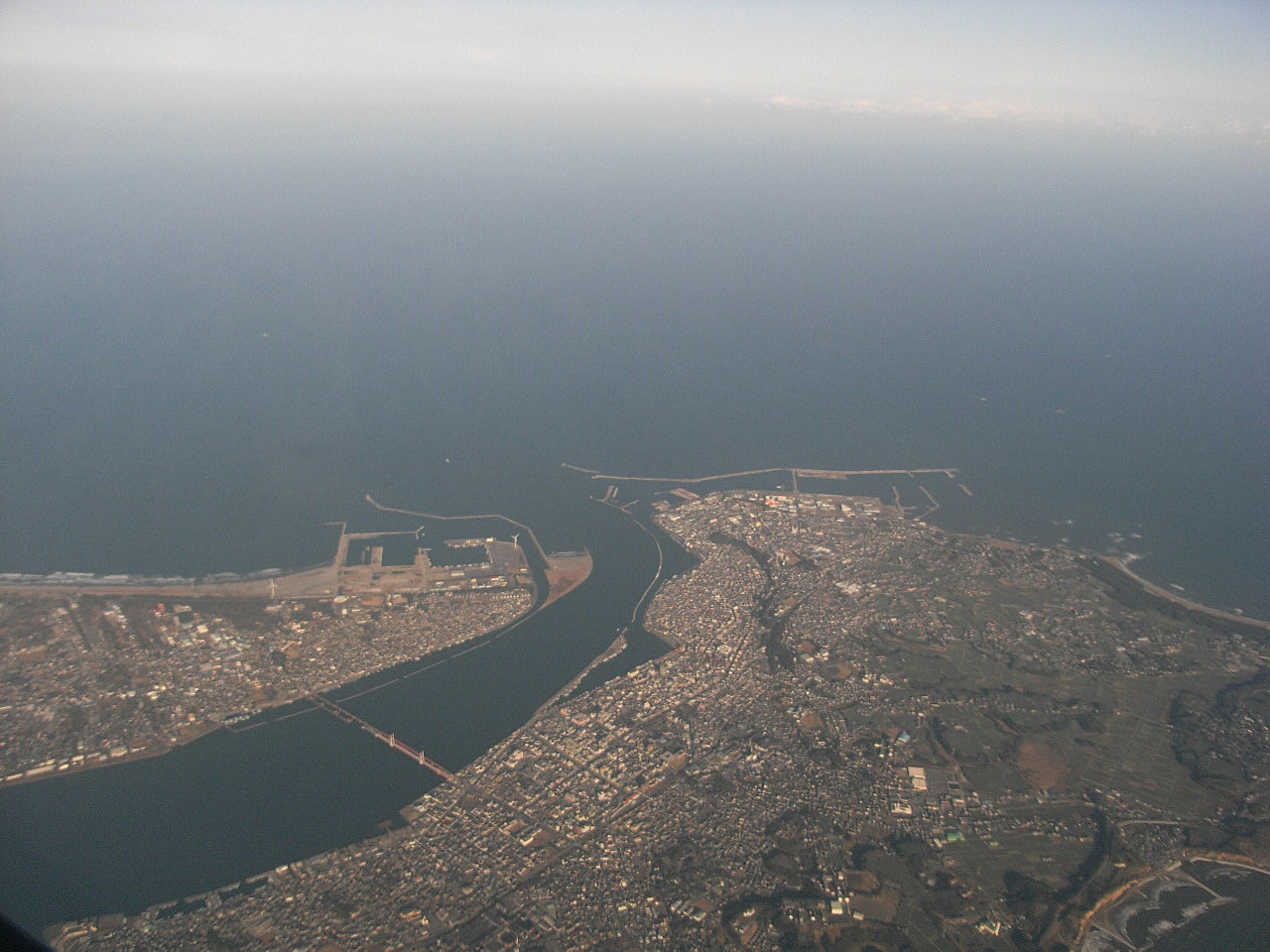
利根川河口空撮
左岸が境内のある神栖市波崎地区、右岸が銚子市

利根川河口近くの茨城県側に鎮座する。国道124号を銚子大橋から北へ向かうとたもとで左にカーブするが、そこを真っ直ぐ行くと当社になる。
所在地
- 茨城県神栖市波崎8819

交通アクセス
- JR総武本線・銚子電気鉄道線 銚子駅から、関東鉄道バスで約5分

周辺
- 利根川
  - 銚子大橋